# Горно Ябълково
Горно Ябълково е село в Югоизточна България. То се намира в община Средец, област Бургас.

## География
Село Горно Ябълково е разположено в планински район в планината Странджа, в близост до границата с Турция. Намира се на 4 от Долно Ябълково, на 11 km от Факия, на 31 km от общинския център Средец и на 60 km от областния център Бургас.

## История
До 1934 г. селото носи името Горно Алмалий

## Население

### Етнически състав
Преброяване на населението през 2011 г.
Численост и дял на етническите групи според преброяването на населението през 2011 г.:
|                     | Численост |
| Общо                | 32        |
| Българи             | 31        |
| Турци               | -         |
| Цигани              | -         |
| Други               | -         |
| Не се самоопределят | -         |
| Неотговорили        | 1         |

## Религии
В селото религията е християнска.

## Културни и природни забележителности
Край селото се намират Шавовото и Алмалийското кале. Те са част от Милеоните, група от седем крепости от мирния договор с Византия.
В центъра на селото се намира храм „Св. Илия“, построен през 1893 година.
Долмени „Паша дере“ и „Влахов дол“ – обявени за природни забележителности, намиращи се в землището на селото.

## Личности
- Иван Шавов, европейски шампион по свободна борба от Берлин 1970 г., носител на златния пояс „Дан Колов“, роден в Горно Ябълково през 1943 г.